# Capsicum chinense
Capsicum chinense (hay còn viết là Capsicum sinense), thường được biết đến dưới tên gọi "Ớt Đèn lồng Vàng" - "Yellow Lantern Chili". Đây là một loài ớt có nguồn gốc từ châu Mỹ. Ớt C. chinense nổi tiếng bởi độ cay hiếm có của chúng. Một số nhà phân loại xếp chúng vào loài Capsicum annuum.

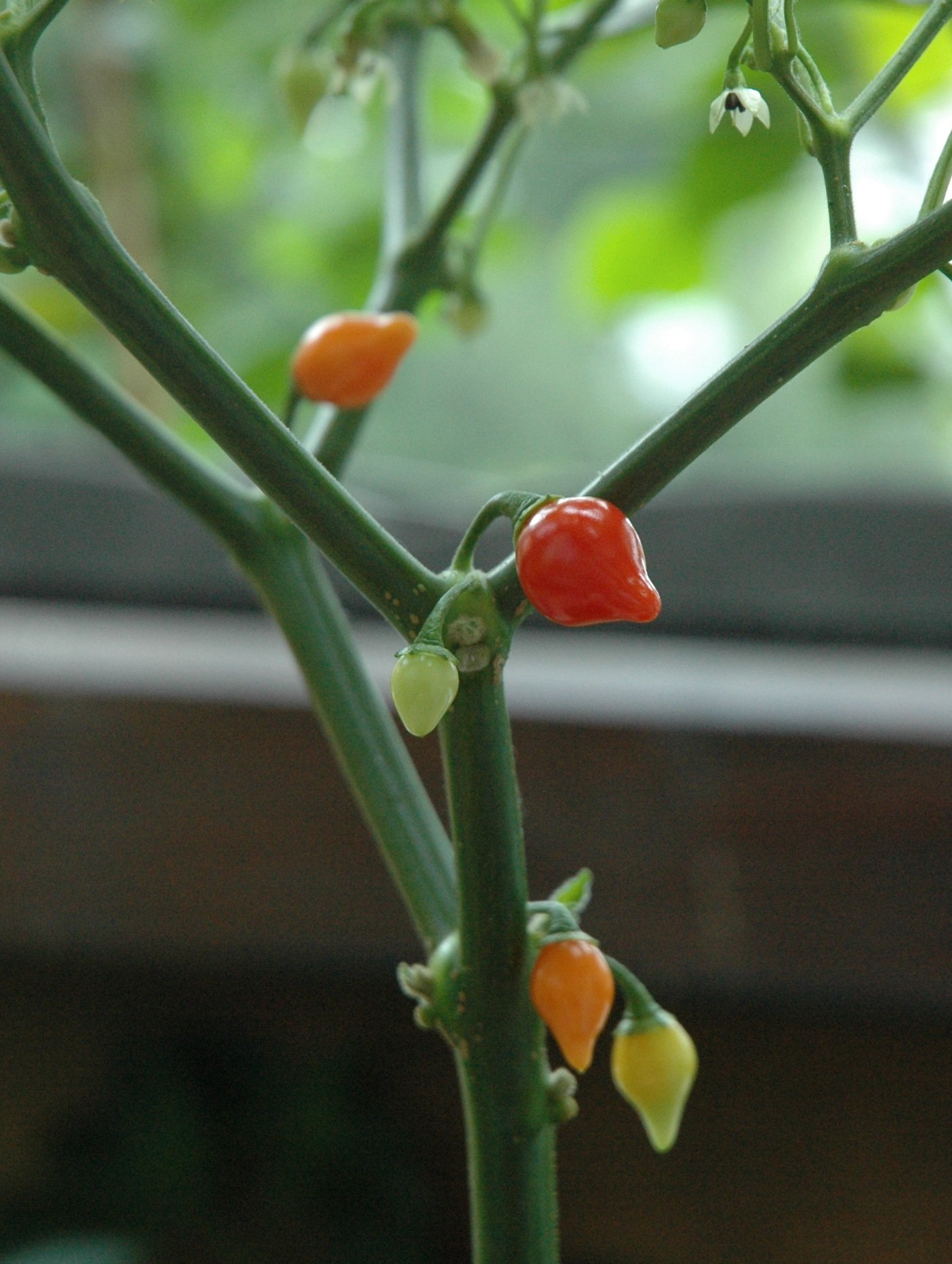
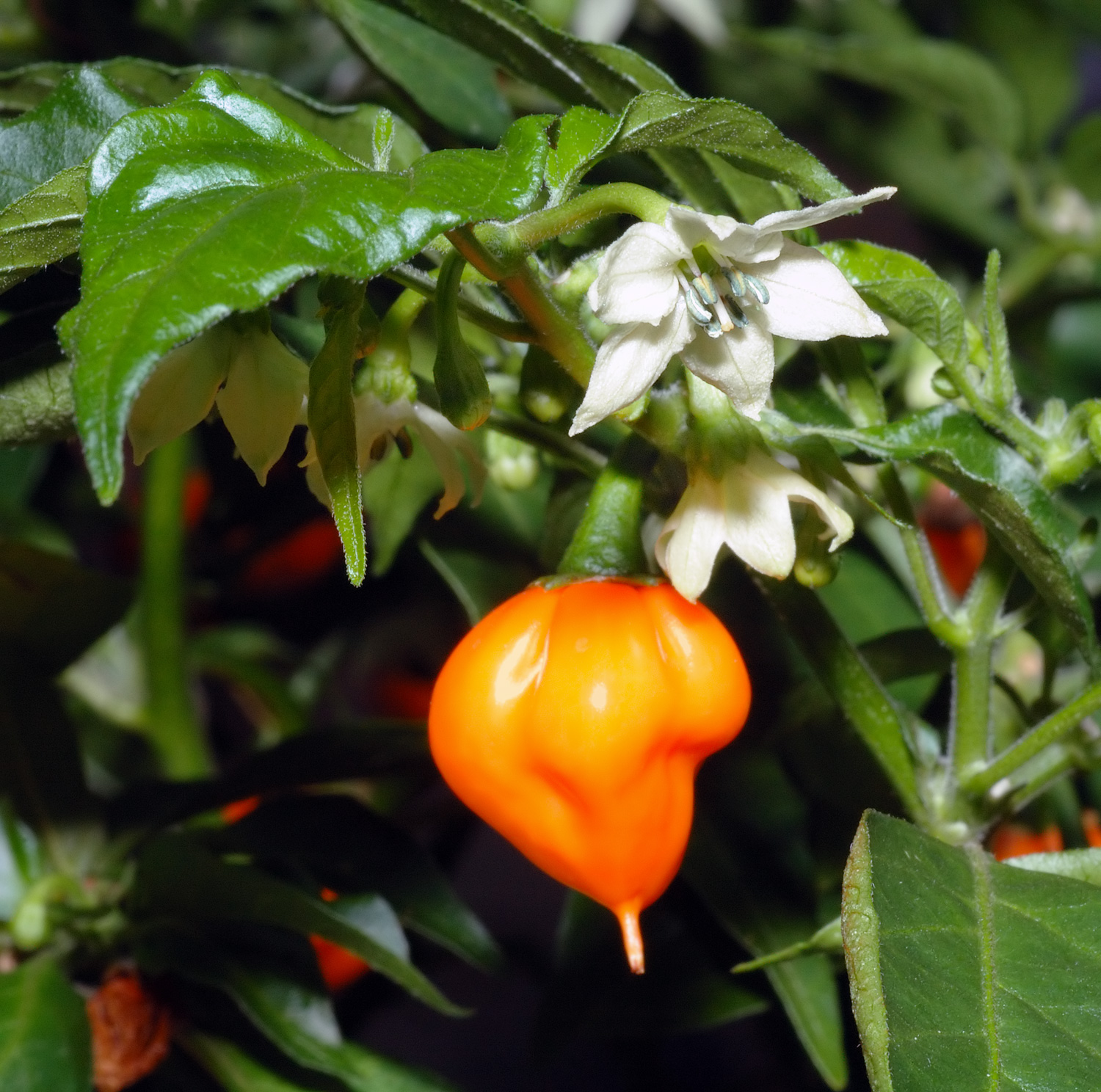
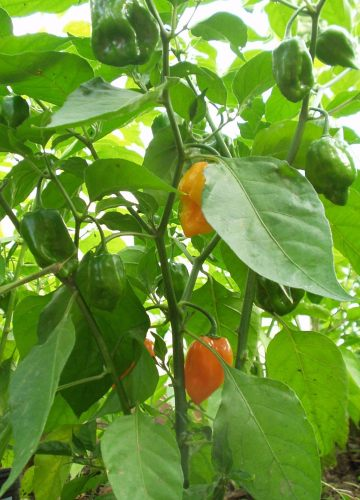
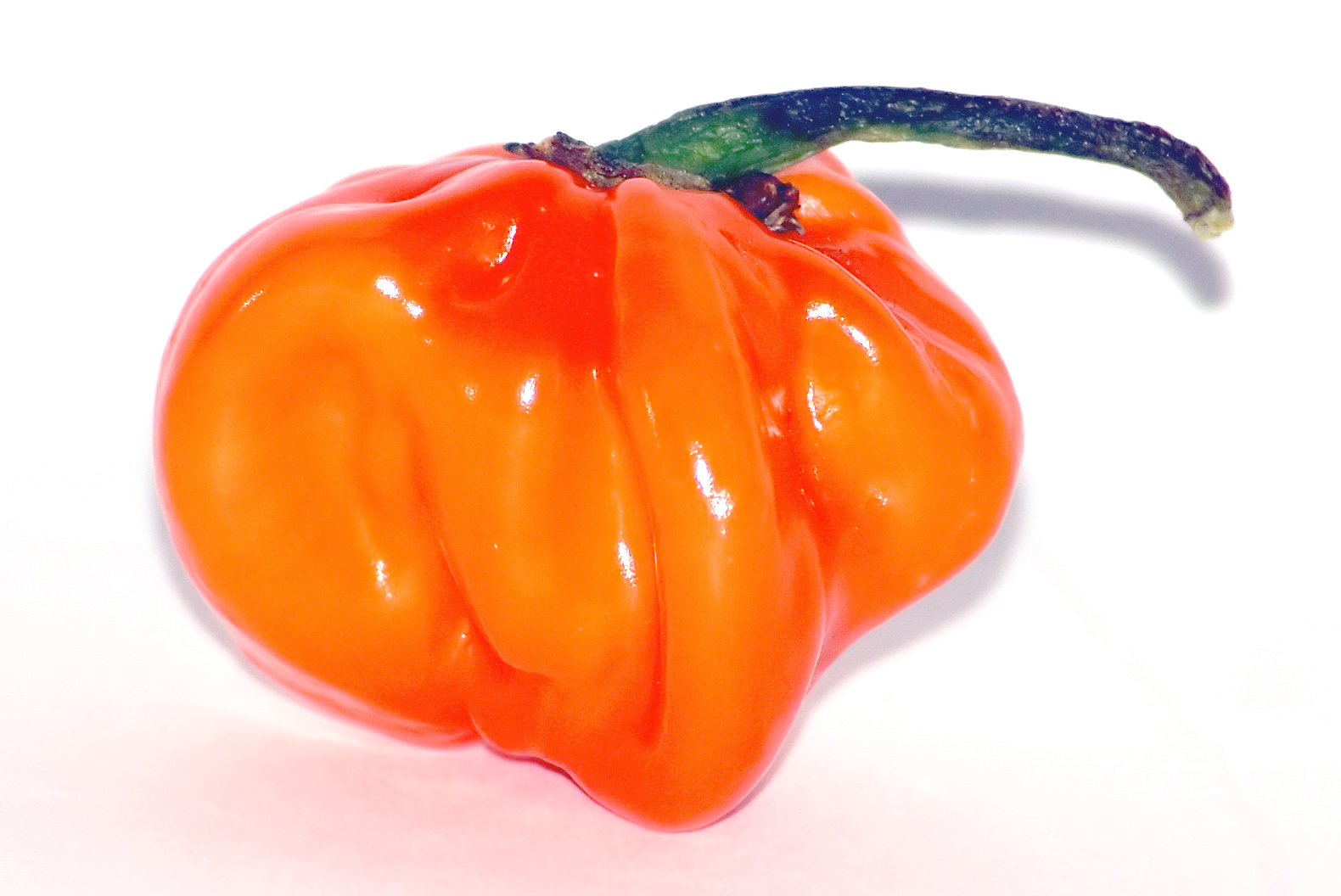
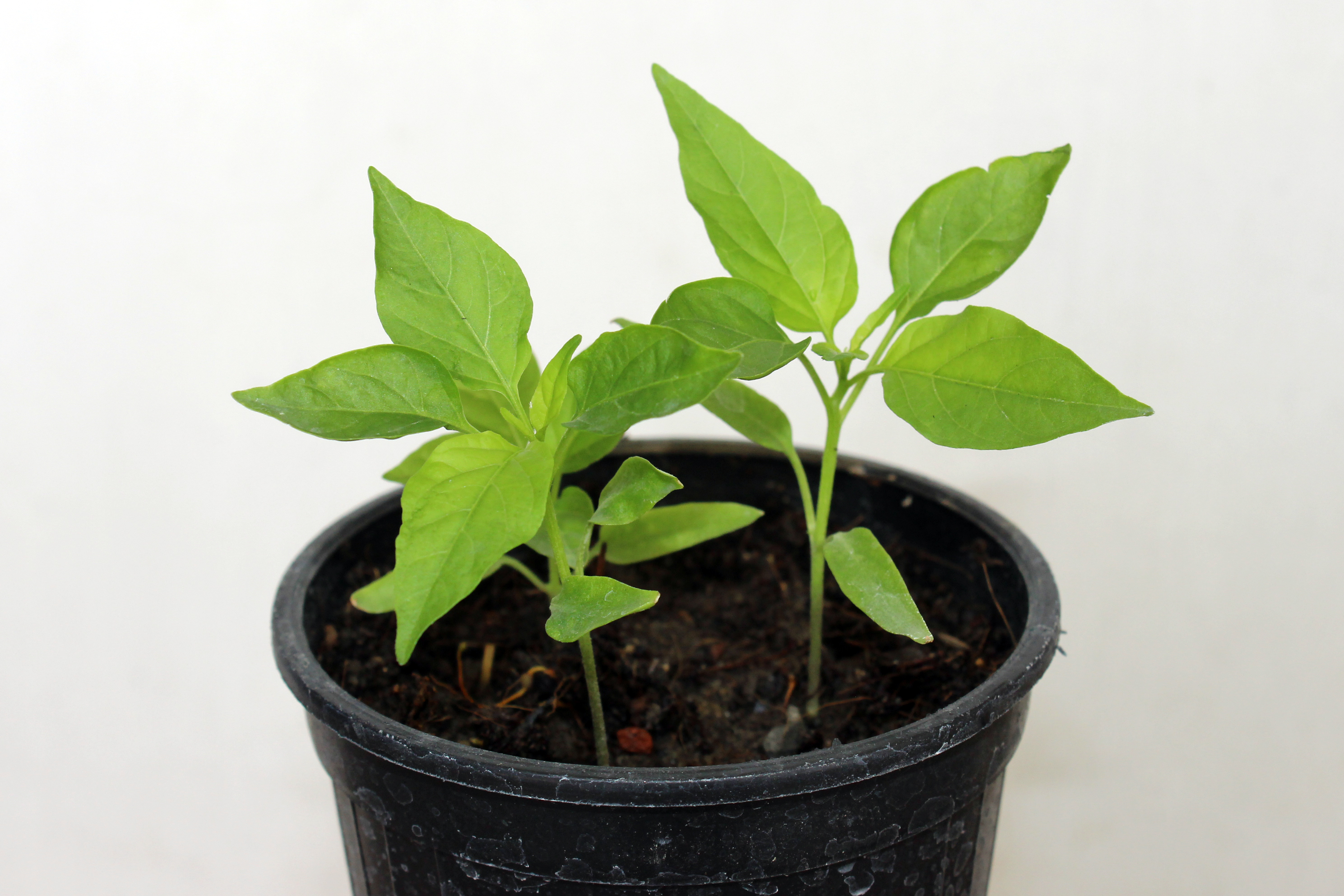